# Samarkand (plaats)
Samarkand (Oezbeeks: Samarqand of Самарқанд) is een stad in Oezbekistan die 519.231 inwoners telt (2016). De meeste inwoners zijn Tadzjieken.

## Geschiedenis
Samarkand werd in de 14e eeuw v.Chr. in de vruchtbare aarde van Serafšān als oase-stad gesticht. Het is een van de steden op de zijderoute tussen het Midden-Oosten en China, en dankt daar grotendeels ook zijn welvaart aan. Alexander de Grote veroverde de stad (toen bekend als Marakanda), gelegen in Transoxanië, in 329 v.Chr.
De Arabieren brachten de islam naar de regio Sogdië, die grotendeels christelijk was. Ibn Qutaiba veroverde de stad voor het eerst in 712, maar er volgden een aantal opstanden. Het duurde tot in 753, na de nederlaag van de Chinezen bij de rivier de Talas twee jaren eerder, in 751, voor de islam er voorgoed vaste grond onder de voeten kreeg. Vanaf de 10e eeuw had de archègos (= leider) van de manichese kerk zijn zetel in Samarkand. Daarvóór resideerde hij in Babylon. In 1141 voegde de Kitan-vorst Yelü Dashi van de westelijke Liao, die goede betrekkingen onderhield met de Nestorianen, de stad toe aan zijn rijk. In 1220 veroverden de Mongolen van Dzjengis Khan de stad, waarbij deze zwaar beschadigd werd. Timoer Lenk maakte Samarkand in 1370 de hoofdstad van zijn grote rijk. Hij liet bouwmeesters uit zijn hele rijk naar Samarkand komen om zijn hoofdstad te verfraaien. Veel van de historische gebouwen die nu nog te zien zijn, zijn van Timoers hand.
In 1868 kwam de stad onder Russische controle (protectoraat). Voor de joodse gemeenschap kwam dit als een bevrijding: zij waren onder de Mongolen tweederangsburgers geweest die meer belasting moesten betalen dan andere burgers, en niet op paarden mochten rijden.
In 1920 werd de laatste emir, Alimkhan, door de bolsjewieken verdreven. Hierna werd de sovjetrepubliek Boechara uitgeroepen. In 1924 ging deze echter op in de Oezbeekse Socialistische Sovjetrepubliek, waarvan het tot 1930 de hoofdstad was. Daarna kreeg Tasjkent deze positie in handen en die stad heeft deze tot op heden behouden.
Na het uiteenvallen van de Sovjet-Unie in 1990 kwam de stad onder Oezbeeks bestuur.
Samarkand is evenals Buchara befaamd om haar borduurwerk. Met name het goudborduurwerk en het borduren van de zogenaamde Suzani's kent hier een lange traditie.

## Universiteit
Samarkand heeft met het Samarkand State Medical Institute de oudste medische universiteit van Centraal-Azië.

## Belangrijke en historische gebouwen
In Samarkand bevinden zich verscheidene parels uit de Islamitische architectuur. De stad werd door UNESCO tot werelderfgoed verklaard.

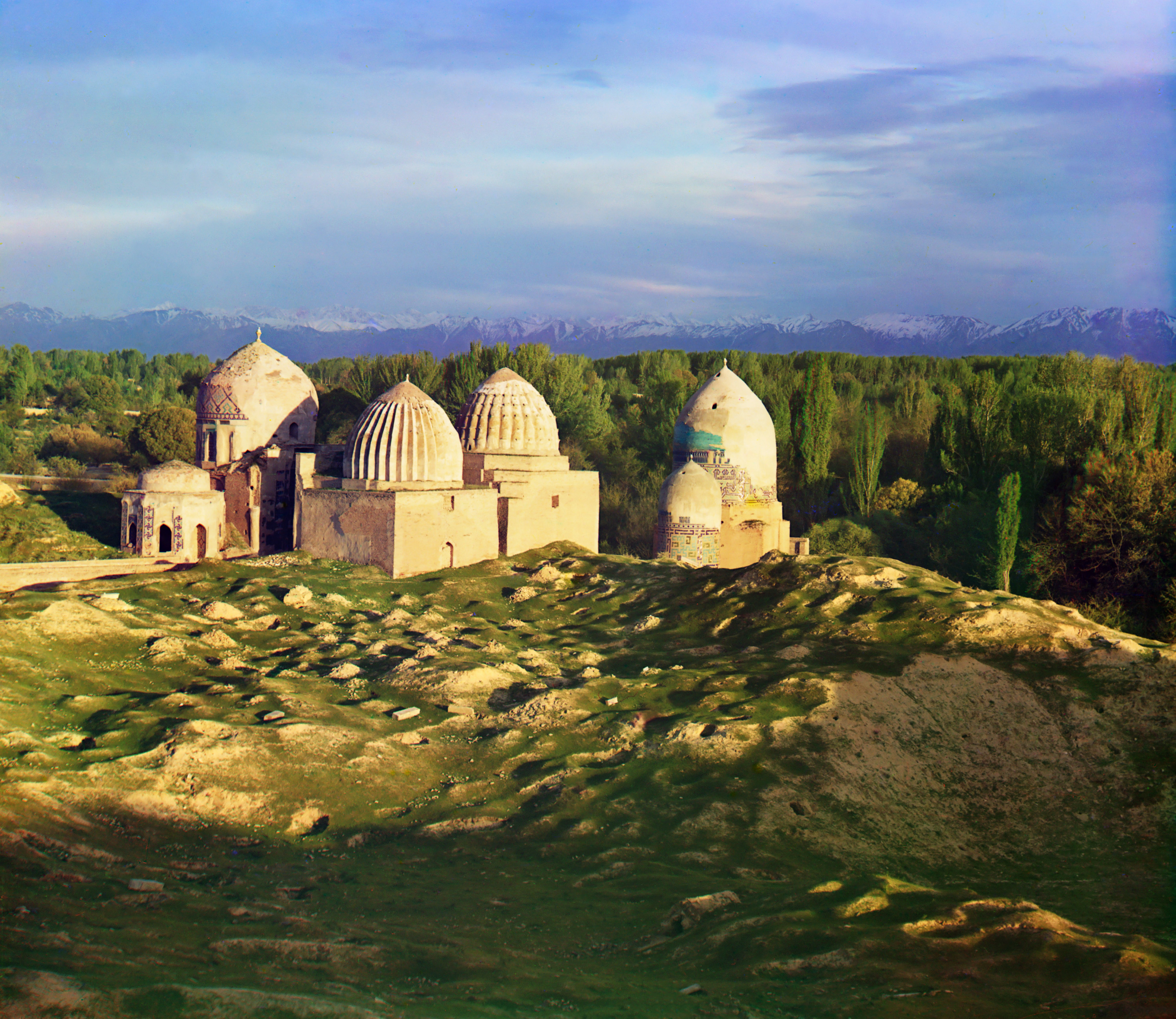
De Shakh-i Zindeh-moskee in Samarkand ca. 1910 (foto:Sergej Prokoedin-Gorski)
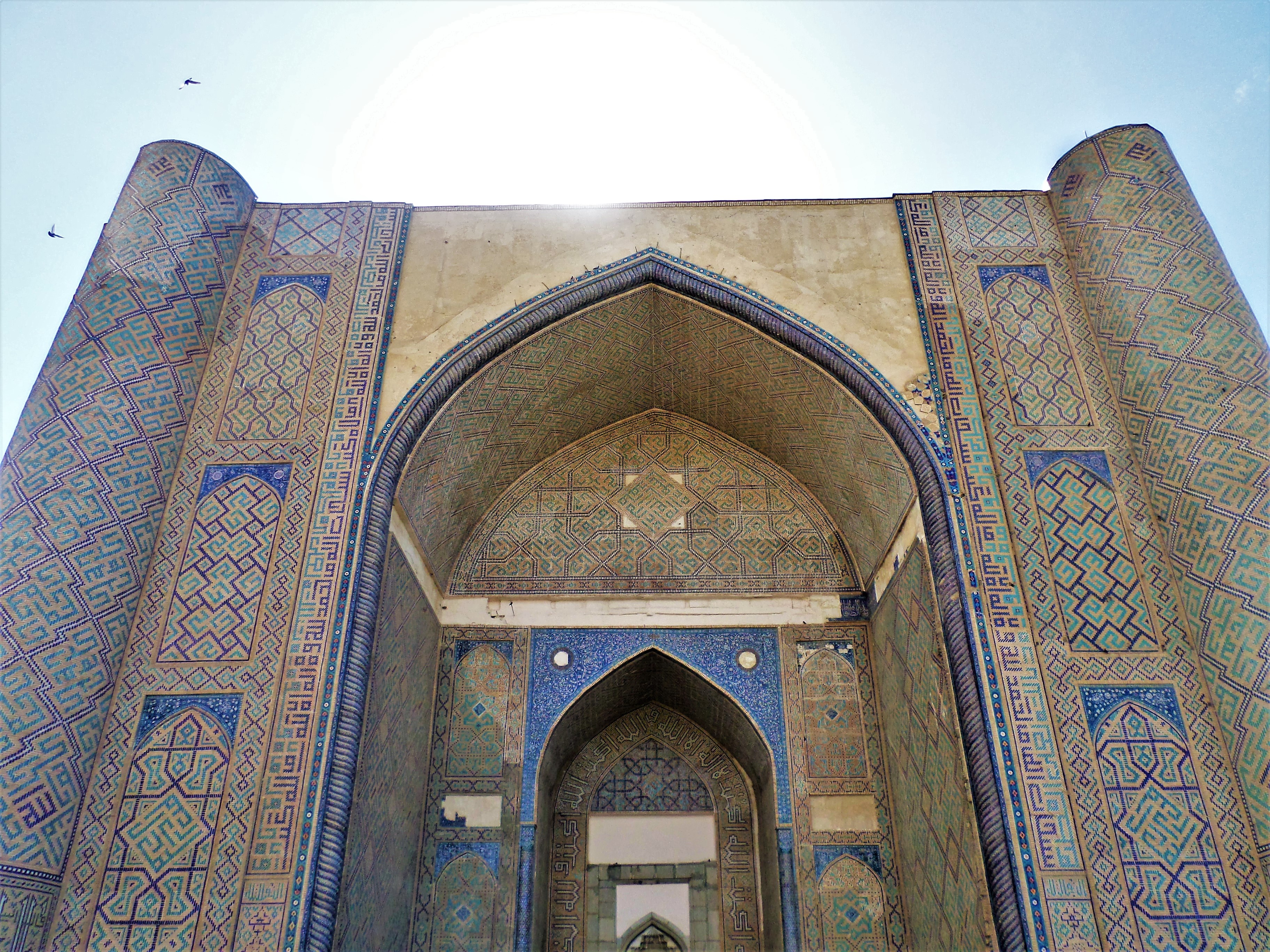
Bibi Khanum
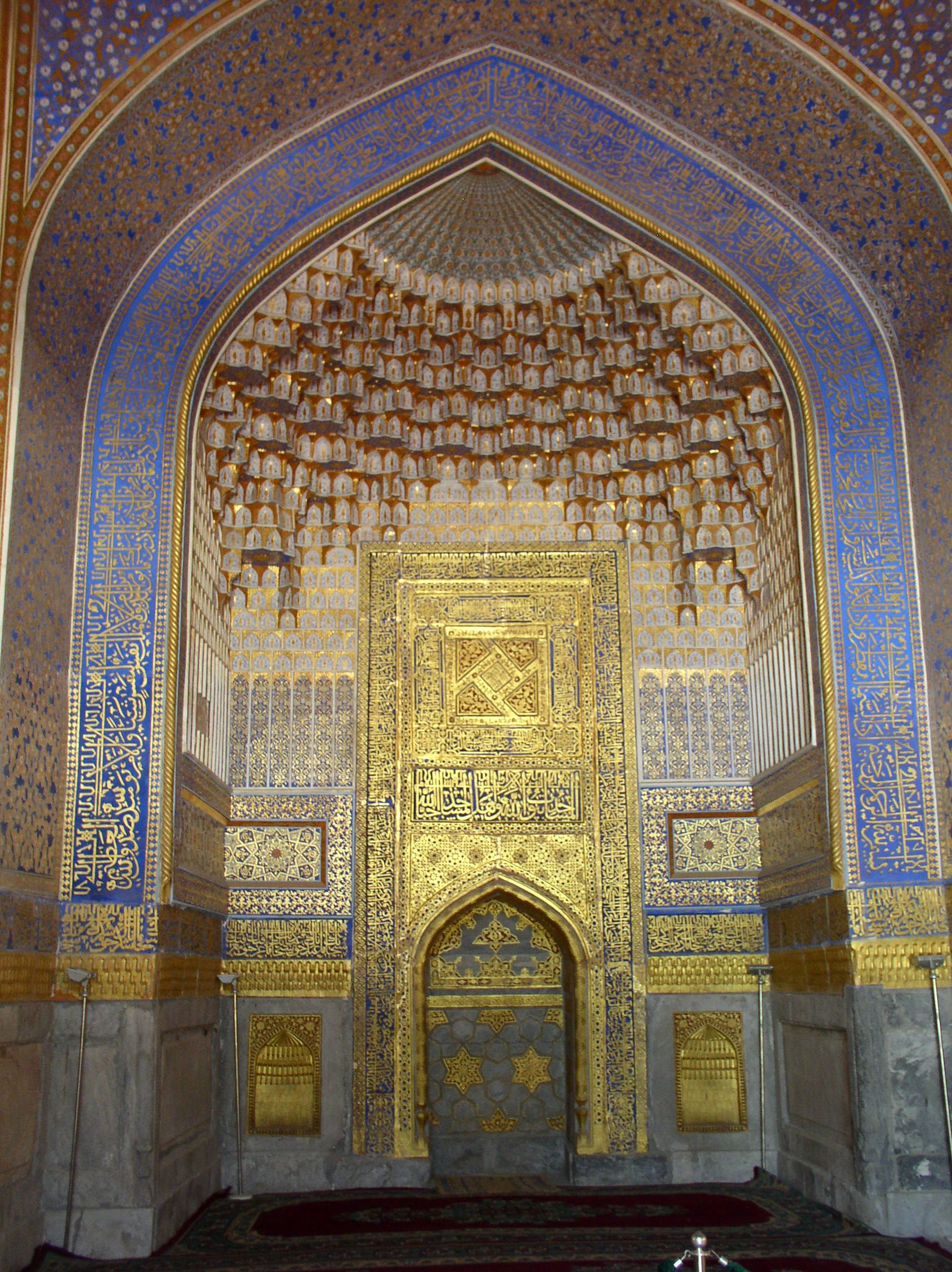
Tilla Kori

### Registan
Het voornaamste plein in het centrum van Samarkand heet Registan. Aan het plein staan drie grote madrassa's of islamitische scholen:
- De Ulug Bey Madrassa werd gebouwd in 1420.
- De Sherdar Madrassa werd gebouwd in 1636.
- De Tilla-Kari Madrassa werd gebouwd in 1660.

### Andere bouwwerken
Verder is er de Bibi-Khanum, gebouwd door Timoer Lenk voor zijn geliefde ("bibi"). Timoer Lenk zelf ligt begraven in de Gur-e Emir. Ten slotte is er de Shah-i-Zinda, het eeuwenoude kerkhof met bijbehorende moskee.

## Partnersteden
- Lahore (Pakistan)
- Nisjapoer (Iran)
- Buchara (Oezbekistan)
- Balch (Afghanistan)
- Merv (Turkmenistan)
- Cuzco (Peru)
- Florence (Italië)
- Lviv (Oekraïne)
- Kairouan (Tunesië)
- Eskişehir (Turkije)
- Istanbul (Turkije)
- İzmir (Turkije)
- Choedzjand (Tadzjikistan)
- Banda Atjeh (Indonesië)
- Gyeongju (Zuid-Korea)
- Luik (België)

## Bekende inwoners van Samarkand

### Geboren
- Habiboellah Khan (1872-1919), emir van Afghanistan
- Nasroellah Khan (1874-1920), emir van Afghanistan
- Halina Sevruk (1929-2022), beeldhouwster
- Islom Karimov (1938-2016), president-dictator van Oezbekistan (1990-2016)